# Der Felsen
Der Felsen ist ein deutscher Spielfilm aus dem Jahr 2002. Regie führte Dominik Graf, der gemeinsam mit Markus Busch auch das Drehbuch nach einer Idee von Klaus Maas verfasste. Bavaria Film, Kinowelt Filmproduktion, MTM Medien & Television und ZDF produzierten das Drama.

## Inhalt
Während ihres gemeinsamen Korsika-Urlaubs erfährt Katrin von ihrem langjährigen Liebhaber Jürgen, dass er die Beziehung beenden möchte und sich für seine Familie entscheidet. Alleine bleibt sie auf der Insel zurück, stürzt sich in den Alkohol, dann in sexuelle Abenteuer, bis sie den 16-jährigen Malte kennenlernt, der sich in einem Camp für straffällige Jugendliche aus Deutschland zur Resozialisierung aufhält. Er verliebt sich in sie und reißt sie in einen Strudel der Gefühle. Ihre Reise ins Innere der Insel ist auch eine Reise in ihr eigenes Innerstes.

## Kritiken
„Dominik Graf drehte mit DV-Technik, konterkariert deren dokumentarisch-spontane Möglichkeiten aber mit zuviel Symbolismus und Stilwillen. Trotz hervorragender Darstellerleistungen und einiger inszenatorisch großartiger Momente verliert der tragisch-mythisch aufgeladene Film zunehmend an Glaubwürdigkeit, sodass das ästhetische Konzept nicht stringent wirkt.“

Kritiker waren geteilter Meinung über den Film. Beispielsweise sprach prisma-online von einer vor sich hinplätschernden Story und einer derben Geschichte, lobte allerdings die Darsteller.

## Rezeption
Der Film feierte seine Premiere am 10. Februar 2002 bei der Berlinale und kam am 25. Juli 2002 in die deutschen Kinos, wo er von knapp 46.000 Zuschauern gesehen wurde.

## Auszeichnungen
Karoline Eichhorn erhielt bei der Verleihung des Bayerischen Filmpreises 2002 den Darstellerpreis, Andreas Bareiß, Gloria Burkert und Peter Herrmann den Produzentenpreis. Die Editorin von Der Felsen, Hana Müllner, gewann den Deutschen Filmpreis 2002 in der Kategorie Bester Schnitt. Außerdem war der Film für den Deutschen Filmpreis in den Kategorien Beste Regie, Bester Hauptdarsteller (Antonio Wannek) und Beste Hauptdarstellerin (Karoline Eichhorn) nominiert. Müllner wurde auch, ebenso wie der für die Filmmusik zuständige Dieter Schleip, mit dem Preis des Verbandes der Deutschen Filmkritik 2003 geehrt.
Auf dem Festival Internacional de Cine Independiente de Ourense wurde Karoline Eichhorn als Beste Darstellerin ausgezeichnet, Dominik Graf mit einer Besonderen Erwähnung. Der Film lief im Wettbewerb der Internationalen Filmfestspiele Berlin 2002 und war somit für den Goldenen Bären nominiert. Auf dem Verona Love Screens Film Festival war der Film auch als Bester Film nominiert.
Die Deutsche Film- und Medienbewertung FBW in Wiesbaden verlieh dem Film das Prädikat wertvoll.